# テレビアイドル〜美女の館
テレビアイドル〜美女の館（テレビアイドル　びじょのやかた）は、日本テレビで1994年10月 - 1995年3月に放送していたテレビ番組。
放送時間は火曜日の26:00 - 26:25。

## 内容
（当時）旬のグラビアアイドルが週代わりで出演していた。途中に挿入されるインタビューシーンやセミヌードシーンで視聴者を興奮させた。
ナレーターは田代まさし。

## 出演した主なアイドル
- かとうれいこ
- 細川ふみえ
- 井上晴美
- 小島聖
- 青田典子

## ネット局
- 同時ネット
  - 日本テレビ放送網（キー局）
- 過去のネット局
  - テレビ金沢(〜1994年12月)